# Jimmy Colquitt
James Michael Colquitt (Knoxville, 20 marzo 1985) è un ex giocatore di football americano statunitense che ha militato nel ruolo di punter nella National Football League (NFL).

## Biografia
Dopo non essere stato scelto nel Draft NFL 1985, Colquitt firmò con i Seattle Seahawks, con cui giocò due partite calciando 12 yard a una media di 40,1 yard l'uno. Suo fratello Craig vinse due Super Bowl con i Pittsburgh Steelers nel 1978 e nel 1979 mentre i suoi nipoti Dustin e Britton giocano rispettivamente per i Kansas City Chiefs e i Minnesota Vikings. Tutti e quattro sono stati dei punter ed hanno giocato al college per i Tennessee Volunteers.